# Epitrochoida

Epitrochoida dla R = 3, r = 1 oraz h = 1/2

Epitrochoida dla R = 3, r = 1 oraz h = 1

Epitrochoida – krzywa zakreślona przez punkt pozostający w stałym położeniu względem koła toczącego się po pewnym nieruchomym okręgu.
Epitrochoidę najłatwiej opisać równaniami parametrycznymi:
{\displaystyle x=(R+r)\cos t-h\cos \left({\frac {R+r}{r}}t\right),}
{\displaystyle y=(R+r)\sin t-h\sin \left({\frac {R+r}{r}}t\right),}
gdzie:
{\displaystyle R} – promień nieruchomego okręgu,
{\displaystyle r} – promień toczącego się koła,
{\displaystyle h} – odległość punktu od środka koła o promieniu {\displaystyle r.}
Wzajemna zależność promienia {\displaystyle r} koła i odległości {\displaystyle h} punktu opisującego krzywą od środka tego koła, pozwala na otrzymanie:
- dla {\displaystyle h=r} krzywej przyjmującej postać epicykloidy,
- dla {\displaystyle h>r} krzywej nazywanej również epicykloidą wydłużoną,
- dla {\displaystyle h<r} krzywej nazywanej również epicykloidą skróconą.

Jeżeli stosunek {\displaystyle {\tfrac {R}{r}}} jest liczbą niewymierną, otrzymuje się krzywą otwartą.
Ciekawym zastosowaniem praktycznym epitrochoidy w technice jest cylinder silnika Wankla.